# Ліпофільність
Ліпофі́льність (олеофі́льність), (рос. липофильность, (олеофильность); англ. lipophilicity (oleophilicity), oil-receptivity, water-repellance, lipophily (oleophily), нім. Lipophilität f) — ліофільність сполук або їх частин у відношенні до вуглеводнів, жироподібних речовин, масел.
1. Спорідненість сполук або частин їх молекул до вуглеводнів, жироподібних речовин, масел.
2. Помітна здатність речовини розчинятися в жирах.

Ліпофільність визначають за розподілом речовини у двофазній системі рідина-рідина(вода й 1-октанол, ліпофільні речовини переходитимуть в октанольний шар, гідрофільні залишатимуться у воді) або тверде тіло — рідина (методом високоефективної рідинної хроматографії).
Коефіцієнт ліпофільності:
{\displaystyle log\ P_{oct/wat}=log{\Bigg (}{\frac {{\big [}solute{\big ]}_{octanol}}{{\big [}solute{\big ]}_{water}}}{\Bigg )}}
Коефіцієнт ліпофільності можна порахувати за допомогою таблиць і правил, однак, результат залежить від врахування здатності молекули приймати різні просторові конфігурації й точність розрахунків знижується для більш складних молекул. Існують електронні бази й програми для розрахунку коефіцієнта ліпофільності.